# Embraer 195
Embraer 195 – brazylijski wąskokadłubowy samolot pasażerski średniego zasięgu.

## Historia
Pierwszy jego lot odbył się w grudniu 2004 r. Embraer 195 jest nieco dłuższy od Embraera 190, jednak konstrukcja obu jest bardzo podobna. W czerwcu 2006 r. otrzymał certyfikat bezpieczeństwa. Embraer 195 to największy z samolotów należących do rodziny Embraer E-Jets. Oprócz standardowej oferowana jest również wersja długiego zasięgu 195LR. 
Polskie Linie Lotnicze LOT zamówiły 4 samoloty tego typu. Pierwszy z nich, zarejestrowany jako SP-LNA, przyleciał na warszawskie Lotnisko Chopina 11 kwietnia 2011 roku, a drugi (SP-LNB) przyleciał 26 czerwca, trzeci (SP-LNC) przybył 28 sierpnia 2011 roku. Kolejny z zamówionych samolotów (SP-LND) został dostarczony 26 lutego 2012 r. To zarazem czwarta i ostatnia maszyna tego typu we flocie polskiego narodowego przewoźnika z Embraerów 195 zamówionych przez LOT w styczniu 2008 roku.